# Wodzisław, tỉnh Świętokrzyskie
Wodzisław [vɔˈd͡ʑiswaf] là một ngôi làng ở Jędrzejów County, Świętokrzyskie Voivodeship, khu vực phía nam của miền Trung Ba Lan. Nó là khu vực hành chính của gmina (quận hành chính) được gọi là Gmina Wodzisław. Nó nằm ở Lesser Poland lịch sử, cách Jędrzejów khoảng 15 kilômét (9 mi) về phía tây nam và cách thủ phủ khu vực Kielce 51 km (32 mi) về phía tây nam. Giữa thế kỷ 16 và 19, Wodzisław là tài sản của gia đình Lanckorońscy. Ngôi làng có dân số là 1.100 người.

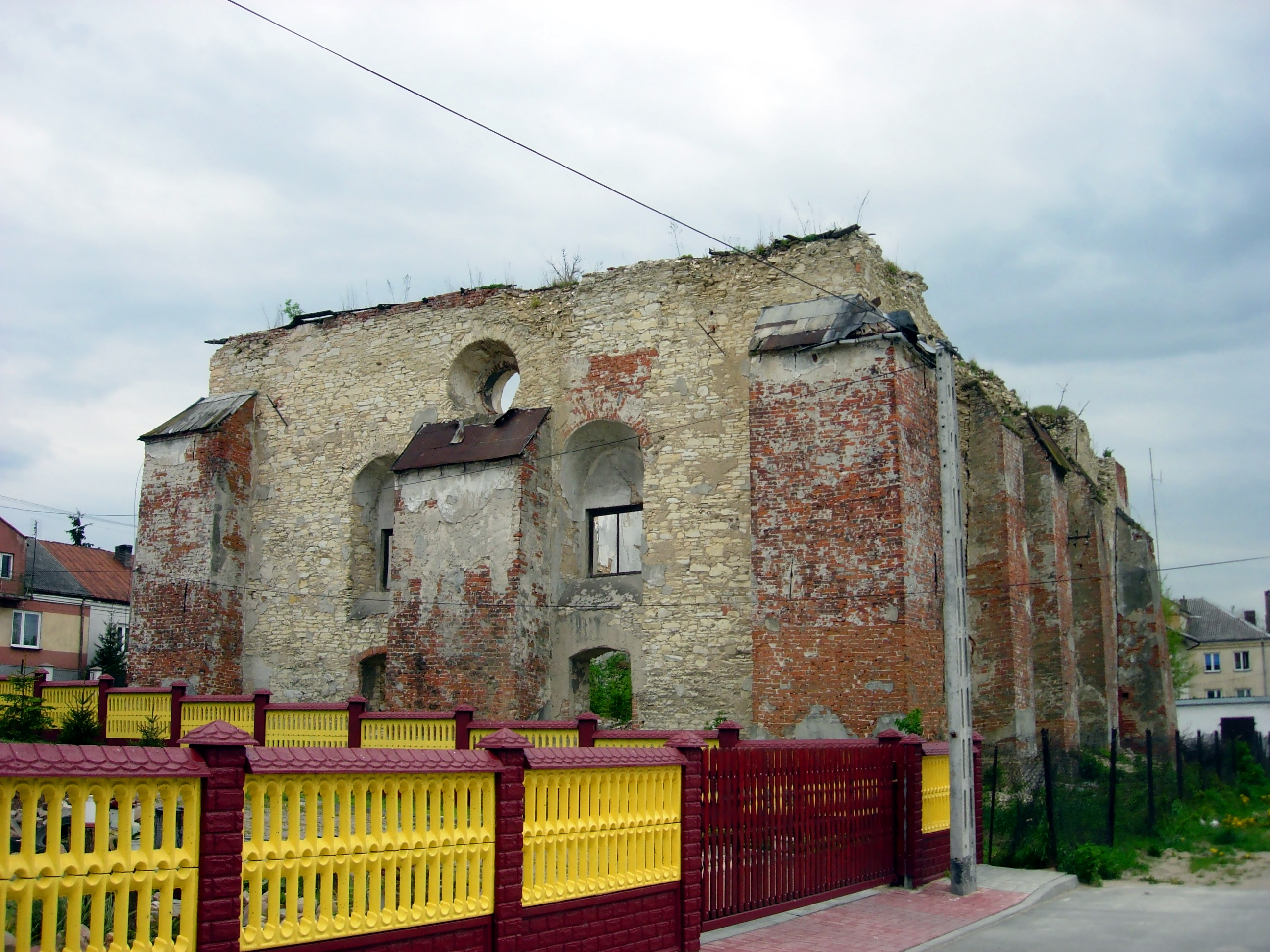
Hội đường của Wodzisław

Wodzisław có một lịch sử lâu dài và phong phú, bắt nguồn từ thời vua Wladyslaw Lokietek, người đã trao cho nó quyền thị trấn trong những năm 1317. Vào thời điểm đó, nó được gọi là Wlodzislaw, và thị trấn là tài sản của hoàng gia. Năm 1370, vua Kazimierz Wielki đã trao lại thị trấn cho một quý tộc địa phương Zbigniew Przingbor. Vào thế kỷ 16, Wodzisław trở thành tài sản của gia đình Lanckoronski, và là một trung tâm nghệ nhân địa phương. Năm 1551, nhà thờ Công giáo La Mã bằng gỗ đi theo Thần học Calvin, và hầu hết cư dân chuyển sang theo Thần học Calvin. Wodzislaw là một trong những trung tâm chính của Cải Cách Tin Lành ở Lesser Poland, càng nhiều công nghị 20 người Calvin đã diễn ra (1557, 1558, 1559, gấp đôi năm 1560, 1561, 1566, 1583, 1589, 1590, 1595, hai lần trong năm 1597, 1599, 1601, 1604, 1606, 1607, 1609, 1610, 1611 và 1612). Nhà cầu nguyện Thần học Calvin tại Wodzisław đã bị đóng cửa vào năm 1613, sau cuộc nổi loạn Zebrzydowski, khi chủ sở hữu thị trấn Samuel Lanckoronski từ bỏ Calvinism và trở thành một người Công giáo La Mã. Ngay sau đó, Lanckoronski xây dựng nhà thờ St. Martin và ra lệnh cho tất cả người Calvin chuyển đổi, hoặc rời khỏi Wodzisław. Nhà thờ bị đốt cháy năm 1746, được xây dựng lại vào năm 1787 bởi Maciej Lanckoronski.
Thị trấn có một lâu đài, được xây dựng vào giữa thế kỷ 16 bởi Jan Lanckoromski. Vào cuối thế kỷ 17, lâu đài bị biến thành cung điện, đồng thời, những người định cư Do Thái đầu tiên đã đến Wodzisław, và vào năm 1720, giáo đường đầu tiên được mở. Cho đến khi phân vùng của Ba Lan, Wodzisław là một phần của Sandomierz Voivodeship của Ba Lan. Năm 1795, nó bị Đế quốc Habsburg sáp nhập và năm 1815 - 1915, nó thuộc về Quốc hội Ba Lan do Nga kiểm soát. Theo điều tra dân số năm 1827, Wodzisław có dân số 1.760 người, với 191 ngôi nhà. Đến năm 1857, dân số tăng lên 2.081 người, trong đó 1.463 người Do Thái. Năm 1865, thị trấn bị đốt cháy trong một vụ hỏa hoạn và năm 1869, nó bị mất quyền của thị trấn.